# Artur Sanhá
António Artur Sanhá (nacido en 1965) es un político de Guinea-Bisáu, Primer ministro del país desde el 28 de septiembre de 2003 hasta el 10 de mayo de 2004.

## Carrera
Sanhá pertenece al Partido de la Renovación Social (PRS) del expresidente Kumba Ialá. Después de la victoria electoral de Ialá en las elecciones presidenciales, Sanhá fue designado en febrero de 2000 como Ministro del Interior. Fue destituido de su cargo en agosto de 2001.
Tras la caída de Ialá en un golpe militar, el 28 de septiembre de 2003 fue nombrado primer ministro bajo el presidente interino Henrique Rosa.
En las elecciones parlamentarias de marzo de 2004 obtuvo la victoria el Partido Africano para la Independencia de Guinea y Cabo Verde (PAIGC) y su presidente Carlos Gomes Júnior lo sucedió el 9 de mayo de 2004 como jefe de gobierno.
En junio de 2005, ejerciendo como secretario general del PRS, fue encarcelado brevemente cuando, después de la derrota electoral de Ialá en la primera vuelta de las elecciones presidenciales, hubo algunas protestas violentas y apareció armado en una manifestación de protesta.